# Dichotomius parcepunctatus
Dichotomius parcepunctatus là một loài bọ cánh cứng trong họ Bọ hung (Scarabaeidae).